# Fitorregulador

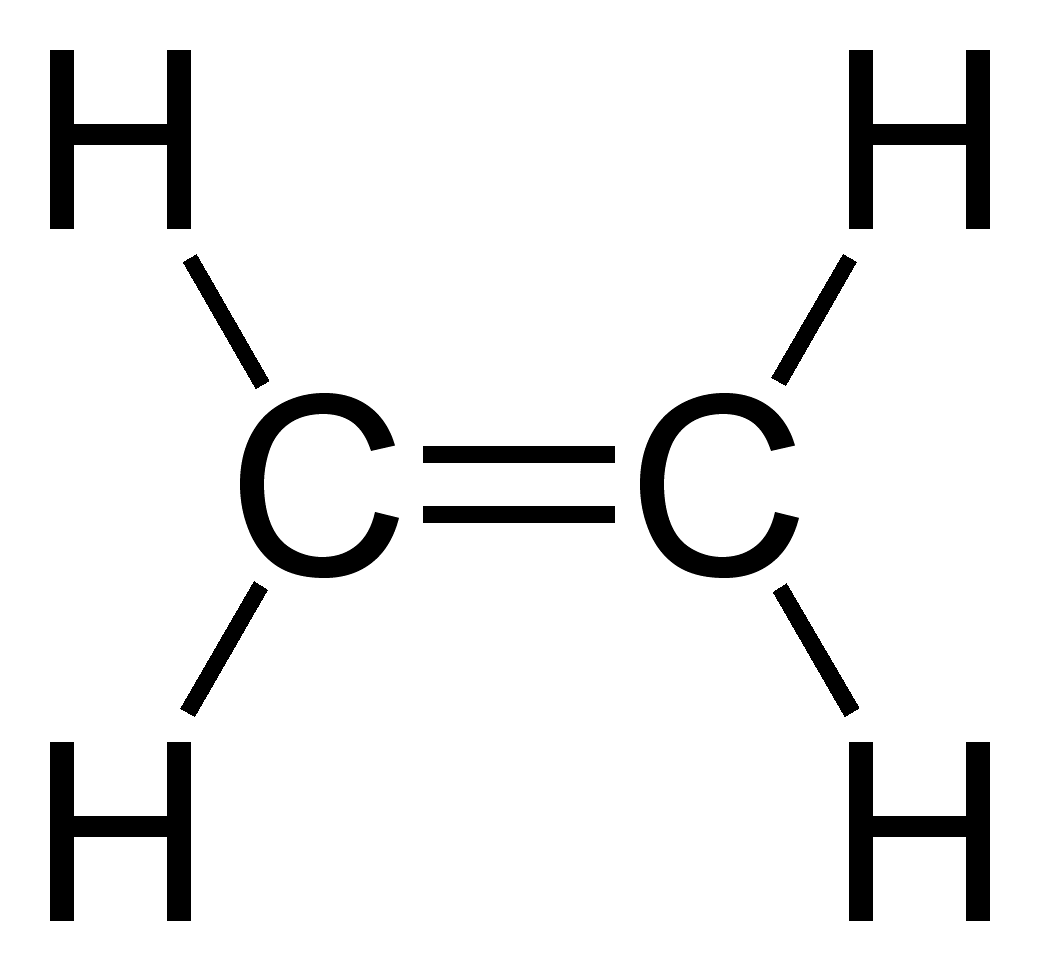
El etileno constituye uno de los cinco grupos principales de fitorreguladores.

El fitorregulador es aquel producto regulador del crecimiento de las plantas; normalmente se trata de hormonas vegetales (fitohormonas), y sus principales funciones son estimular o paralizar el desarrollo de las raíces y de las partes aéreas.
Las «fitohormonas» son compuestos orgánicos sintetizados en un órgano o sistema de la planta y que se translocan a otro órgano donde, a muy bajas concentraciones, provocan una respuesta fisiológica.
Una planta, para crecer, necesita luz, oxígeno y CO2, que principalmente toma del aire; y agua y elementos minerales, incluido el nitrógeno, que toma principalmente del suelo. Con todos estos elementos, la planta fabrica materia orgánica, convirtiendo materiales sencillos en los complejos compuestos orgánicos de que están compuestos los seres vivos.
La planta no se limita a aumentar su masa y su volumen, sino que se diferencia, se desarrolla, adquiere una forma y crea una variedad de células, tejidos y órganos.
¿Cómo puede una sola célula, el zigoto, ser el origen de las variadísimas partes ─vástago, raíz, flor, fruto, semilla─ que componen el extraordinario individuo conocido como una "planta normal"? Muchos de los detalles de cómo están regulados estos procesos no son conocidos, pero ha quedado claro que el desarrollo normal depende de la conjunción de numerosos factores internos y externos.

## Características
Los fitorreguladores reúnen un conjunto de características:
- Son pequeñas moléculas químicas que afectan al desarrollo y crecimiento de los vegetales a muy bajas concentraciones (por ejemplo, en el vástago de una piña tropical —Ananas comosus— sólo se encuentran 6 mg por kg de material vegetal de ácido indolacético —auxina—, una conocida fitohormona.
- Son sintetizados por las plantas.
- El vocablo «hormona» procede de la palabra griega «hormaein» que significa excitar. No obstante, hoy se sabe que muchas hormonas tienen efectos inhibitorios. De modo que en lugar de considerar las hormonas como estimuladores, quizá sea más útil considerarlas como reguladores químicos.
- La respuesta a un «regulador» particular depende no sólo de su contenido (estructura química) o de su presencia en un tejido, sino de la capacidad del tejido para percibirlo («leerlo») a trávés de la existencia de receptores específicos (especificidad tisular).
- No todas las fitohormonas son necesariamente translocadas a otros órganos vegetales. Por ejemplo, el etileno es una fitohormona gaseosa capaz de difundir libremente al aire, atravesando las membranas celulares y las paredes celulares. Sin embargo, en su difusión es capaz de ejercer efectos fisiológicos en tejidos distintos de aquel en que fue sintetizado. Por otra parte, ya libre en el aire, el etileno puede afectar otros órganos vegetales expuestos, particularmente si la planta o algún órgano (por ej., fruto) se encuentra en ambientes cerrados en los que la concentración de etileno no sea controlada y termine por superar los umbrales críticos requeridos para su acción.

Thidiazuron, ejemplo de regulador del crecimiento vegetal. Se lo clasifica en el grupo de las citocininas, del tipo fenilurea.

- Algunos compuestos inorgánicos (Ca2+, K+) pueden ser movilizados por la planta y son capaces de desencadenar respuestas fisiológicas, pero no pueden ser sintetizados por ella, razón por la cual no se consideran hormonas vegetales.
- Lo mismo se puede decir de algunos compuestos de síntesis como el 2,4-D (análogo auxínico). Sin embargo, el 2,4-D suele incluirse en la nómina de reguladores del crecimiento vegetal.[1]

Se conocen cinco grupos principales de hormonas vegetales o fitohormonas: las auxinas, las citocininas, las giberelinas, el etileno y el ácido abscísico. Todas ellas actúan coordinadamente para regular el crecimiento en las diferentes partes de una planta.
Otras sustancias que en algún momento pueden considerarse como fitohormonas son: las poliaminas, los jasmonatos, el ácido salicílico, los brasinoesteroides, y la sistemina.